# Чимальпаин
Доминго Франсиско де Сан-Антон Муньон Чимальпаин Куаутлеуаницин (исп. Domingo Francisco de San Antón Muñón Chimalpahin Quauhtlehuanitzin, 1579, Амекамека, Чалько, Мексика — 1660, Мехико), в исторических трудах чаще именуется Чимальпаин (аст. Chimalpahin Quauhtlehuanitzin, «Парящий Орёл [из рода] Несущих Щит») — мексиканский священнослужитель и историк.

## Жизнь и труды
Сведений о жизни Чимальпаина сохранилось мало. Считал себя потомком властителей Амекамека и Чалько. По этнической принадлежности — из клана Тлаилотлака народа чичимеков. В возрасте 15 лет был отдан в обучение во францисканский колледж Сантьяго де Тлателолько в Мехико, где взял себе европейское имя. Получил некоторое образование, особенно интересуясь географией и историей.
Автор множества работ по истории Мексики, написанных на испанском и науатль, большая часть которых не сохранилась. Важнейшая работа известна под названием Relaciones или Anales. Она была написана на науатль, охватывая события с 1589 по 1615 гг., основываясь на рассказах очевидцев. Частично она содержит сведения по доколумбовой истории Мексики, а также содержит списки местных правителей, губернаторов Новой Испании и епископов. Работа ценна тем, что описывает японские миссии, побывавшие в Мексике в 1610 и 1614 гг.
Другая сохранившаяся работа Чимальпаина известна под названиями Diferentes historias originales и Relaciones originales. Это компиляция родословных знатных родов Чалько и Амекамеки, созданная как справочный материал для канцелярии вице-короля Новой Испании. Работа должна была доказывать знатное происхождение предков Чимальпаина, и использовалась при рассмотрении дел о привилегиях. Всего он написал восемь подобных трактатов. Все эти труды содержат чрезвычайно важную этнографическую и историческую информацию. После кончины Чимальпаина, его рукописи перешли в собственность первого великого историка Мексики — Карлоса де Сигуэнса-и-Гонгора, а затем попали в коллекцию Лоренцо Ботурини. Дневник Чимальпаина хранится в Париже, в Национальной библиотеке.
Рукописный «Кодекс Чимальпаина» в сентябре 2014 года был выкуплен Национальным музеем антропологии и возвращён в Мехико.

## Исторические труды
Чимальпаин перевёл на науатль основной труд Франсиско Лопеса де Гомара «Primera y segunda parte de la Historia General de las Indias con todo el descubrimiento y cosas notables que han acaecido dende que se ganaron hasta el año de 1551. Con la conquista de México de la Nueva España» («Всеобщая история Индий в двух частях, содержащая в себе описание достойных упоминания событий до года 1551 г., с присовокуплением завоевания Мехико Новоиспанского»). Перевод остался неопубликованным до 1829 г., когда был обнаружен в независимой Мексике. Переводчик был принят за автора, и обратный перевод на испанский язык вышел под названием «Historia de las conquistas de Hernando Cortés» («История завоеваний Эрнандо Кортеса»).

## Публикации трудов Чимальпаина
- Codex Chimalpahin : society and politics in Mexico Tenochtitlan, Tlatelolco, Texcoco, Culhuacan, and other Nahua altepetl in central Mexico : the Nahuatl and Spanish annals and accounts collected and recorded by don Domingo de San Antén Mufion Chimalpahin Quauhtlehuanitzin / edited and translated by Arthur J. O. Anderson and Susan Schroeder ; Wayne Ruwet, manuscript editor. — Norman : University of Oklahoma Press, 1997. — Vol. I. — viii, 247 p. — (The civilization of the American Indian series ; v. 225). — ISBN 0-8061-2921-2.
- Chimalpahin Cuauhtlehuanitzin, Domingo Francisco de San Antón Muflón. Annals of his time : don Domingo de San Antón Muflón Chimalpahin Quauhtlehuanitzin :  [англ.] / edited and translated by James Lockhart, Susan Schroeder, and Doris Namala. — Sunford, California : Stanford University Press, 2006. — x, 329 p. — (Series Chimalpahin). — ISBN 0-8047-5454-3.
- Chimalpahin Cuauhtlehuanitzin, Domingo Francisco de San Antón Muñón. Yntemoca yntlacamecayo, yn tlahtoque yn teteuhctin yn ompa tlaca ypan altepetl culhuacan yhuan nican tlahtoque teteuhctin yn ipan in tlaca huey altepetl mexico tenochtitlan.Oquitlallitiaque yn tlahtoque teteuhctin culhuacan (аст.). The Project Gutenberg (11 июня 2007). Дата обращения: 13 сентября 2024.
- Chimalpahin Cuauhtlehuanitzin, Domingo Francisco de San Antón Muñón. Chimalpahin’s conquest : a Nahua historian’s rewriting of Francisco López de Gómara’s La conquista de México : Translated from the Spanish manuscript / edited and translated by Susan Schroeder. — Stanford, California : Stanford University Press, 2010. — xx, 510 p. — (Series Chimalpahin). — ISBN 978-0-8047-6948-8.
- Francisco de San Antón Muñón Chimalpain Cuauhtlehuanitzin, Domingo. Memorial breve acerca de la fundación de la ciudad de Culhuacán : Primera edición electrónica en PDF :  [исп.] / notas, estudio, índice analítico, paleografía y traducción de Víctor M. Castillo Farreras. — México : Universidad Nacional Autónoma de México, Instituto de Investigaciones Históricas, 2016. — (Cultura Náhuatl. Fuentes, 9). — ISBN 968-36-1506-6.
- Chimalpain Cuauhtlehuanitzin, Domingo Francisco de San Antón Muñón. Primera, segunda, cuarta, quinta y sexta relaciones de las Différentes histoires originales : formato PDF :  [исп.] / presentación de Silvia Limón, edición de Josefina García Quintana, Miguel Pastrana y Víctor M. Castillo F.. — México : Universidad Nacional Autónoma de México, Instituto de Investigaciones Históricas, 2019. — (Cultura Náhuatl. Fuentes 11). — ISBN 970-32-0629-8.
- Diario de Don Domingo de San Anton Muñón Chimalpáhin (исп.). Bibliothèque nationale de France. Département des Manuscrits. Mexicain 220. Gallica. Дата обращения: 13 сентября 2024.
- Domingo Chimalpahin. Diario :  [исп.] / paleografía y traducción de Rafael Tena. — México : Consejo Nacional para la Cultura y las Artes, 2001. — 440 p. — (Col. Cien de México). — ISBN 970-18-5418-7.